# Pleurobranchaea
Genre
Synonymes
- Koonsia Verrill, 1882[1]
- Macfarlandaea Ev. Marcus & Gosliner, 1984[1]
- Pleurobranchaea Meckel, 1813[2]
- Pleurobranchidium Leue, 1813[1]
- Pleurobranchillus Bergh, 1892[1]

Pleurobranchaea est un genre de mollusques opisthobranches de la famille des Pleurobranchaeidae.

## Taxonomie
Alors que plusieurs sources, donnent Meckel comme auteur de ce genre, le World Register of Marine Species ainsi que d'autres références, l'attribuent à Leue. De fait il semblerait que Meckel n'ait fait que reprendre la thèse soutenue par Leue[à vérifier] qui s'avère donc bien être l'auteur de ce genre.

## Liste des genres
Selon World Register of Marine Species (2 août 2015) :
- Pleurobranchaea agassizii Bergh, 1897
- Pleurobranchaea algoensis Thiele, 1925
- Pleurobranchaea augusta Ev. Marcus & Gosliner, 1984
- Pleurobranchaea brockii Bergh, 1897
- Pleurobranchaea bubala Ev. Marcus & Gosliner, 1984
- Pleurobranchaea californica MacFarland, 1966
- Pleurobranchaea catherinae Dayrat, 2001
- Pleurobranchaea dorsalis Allan, 1933
- Pleurobranchaea gela Er. Marcus & Ev. Marcus, 1966
- Pleurobranchaea inconspicua Bergh, 1897
- Pleurobranchaea japonica Thiele, 1925
- Pleurobranchaea maculata (Quoy & Gaimard, 1832)
- Pleurobranchaea meckeli (Blainville, 1825)
- Pleurobranchaea melanopus Bergh, 1907
- Pleurobranchaea morosa (Bergh, 1892)
- Pleurobranchaea morula Bergh, 1905
- Pleurobranchaea obesa (A. E. Verrill, 1882)
- Pleurobranchaea pleurobrancheana (Bergh, 1907)
- Pleurobranchaea spiroporphyra Alvim, Simone & Pimenta, 2014
- Pleurobranchaea tarda A. E. Verrill, 1880

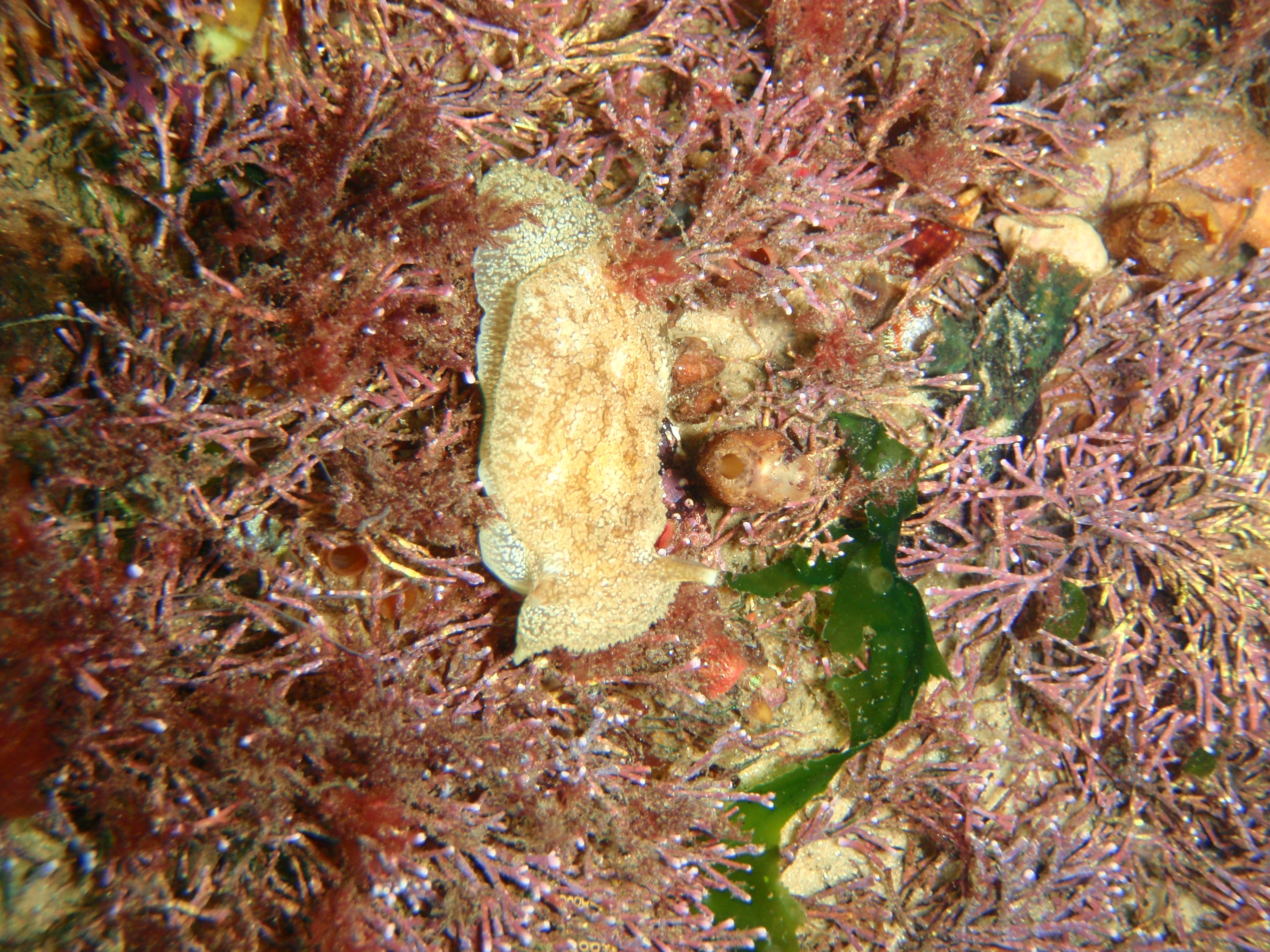
Pleurobranchaea bubala
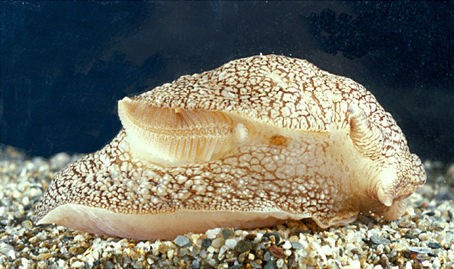
Pleurobranchaea meckelii
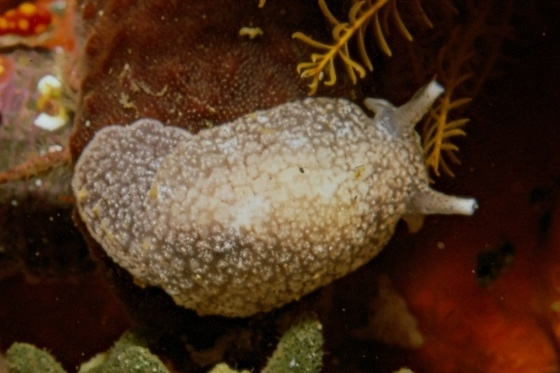
Pleurobranchaea tarda

## Publication originale
- Leue, 1813 : De Pleurobranchaea novo molluscorum genere. Universität Halle, pp. 13 (texte intégral) (la).